# ایکس‌اوجت
ایکس‌اوجت (به انگلیسی: XOJET) یک شرکت هواپیمایی است که در تاریخ ۲۰۰۶ میلادی تأسیس شده است. دفتر مرکزی ایکس‌اوجت در بریسبین، کالیفرنیا، ایالات متحده آمریکا واقع شده‌است.